# Ute Enzenauer
Ute Enzenauer (ur. 18 stycznia 1965 w Ludwigshafen am Rhein) – niemiecka kolarka szosowa reprezentująca RFN, złota medalistka mistrzostw świata.

## Kariera
Największy sukces w karierze Ute Enzenauer osiągnęła w 1981 roku, kiedy zdobyła złoty medal w wyścigu ze startu wspólnego podczas mistrzostw świata w Pradze. W zawodach tych wyprzedziła bezpośrednio Francuzkę Jeannie Longo i Amerykankę Connie Carpenter. Był to jedyny medal wywalczony przez Enzenauer na międzynarodowej imprezie tej rangi. Najbliżej kolejnego medalu była na mistrzostwach świata w Colorado Springs w 1986 roku, gdzie była czwarta w tej samej konkurencji. Walkę o podium przegrała tam z Ałłą Jakowlewą ze Związku Radzieckiego. W 1984 roku wystartowała na igrzyskach olimpijskich w Los Angeles, zajmując ósme miejsce w wyścigu ze startu wspólnego. Ponadto w 1987 roku była trzecia w klasyfikacji generalnej Tour de France Féminin, a w latach 1986 i 1987 zdobywała mistrzostwo kraju.